# Cratere Consus
Consus  è un cratere sulla superficie di Cerere.